# Јелоустоун (ТВ серија)
Јелоустоун (енгл. Yellowstone) америчка је вестерн телевизијска серија коју су створили Тејлор Шеридан и Џон Линсон за Paramount Network. Главне улоге тумаче Кевин Костнер, Лук Грајмс, Кели Рајли, Вес Бентли, Кол Хаузер, Келси Асбил и Гил Бермингам. Прати сукобе дуж заједничких граница ранча Јелоустон, индијанског резервата Брокен Рок, Националног парка Јелоустоун и градитеља земљишта.
Од 2023. главни глумац серије Кевин Костнер био је у спору са продуцентима серије. Најављено је да ће он завршити ангажман у петој сезони као и да ће уместо њега глумити Метју Маконахи. Костнерову главну улогу Џона Датона у другом делу пете сезоне серије, након Костнеровог неслагања са продукцијом и преклапања распореда снимања, преузео је глумац Кол Хаузер улогом Рипа Вилера. Закључно са петом сезоном и 53. епизодом, завршено је емитовање серије.

## Радња
Серија прати породицу Датон, власнике највећег ранча у Монтани, који се углавном назива „Јелостоун”. Радња се врти око породичне драме на ранчу и индијанског резервата Брокен Рок, Националног парка Јелоустоун и градитеља земљишта.

## Улоге
| Глумац              | Улога             |
| ------------------- | ----------------- |
| Кевин Костнер       | Џон Датон         |
| Лук Грајмс          | Кејси Датон       |
| Кели Рајли          | Бет Датон         |
| Вес Бентли          | Џејми Датон       |
| Кол Хаузер          | Рип Вилер         |
| Келси Асбил         | Моника Лонг Датон |
| Брекен Мерил        | Тејт Датон        |
| Џеферсон Вајт       | Џими Хердстром    |
| Дени Хјустон        | Ден Џенкинс       |
| Гил Бермингам       | Томас Рејнвотер   |
| Фори Џеј Смит       | Лојд Пирс         |
| Деним Ричардс       | Колби Мејфилд     |
| Ијан Боен           | Рајан             |
| Рајан Бингам        | Вокер             |
| Фин Литл            | Картер            |
| Венди Мониз         | Линел Пери        |
| Џенифер Ландон      | Титер             |
| Кетрин Кели         | Емили             |
| Мозиз Брингс Пленти | Мо                |

## Епизоде
| Сезона | Сезона | Епизоде | Епизоде            | Оригинално емитовање | Оригинално емитовање |
| Сезона | Сезона | Епизоде | Епизоде            | Премијера            | Финале               |
| ------ | ------ | ------- | ------------------ | -------------------- | -------------------- |
|        | 1.     | 9       | 9                  | 20. јун 2018.        | 22. август 2018.     |
|        | 2.     | 10      | 10                 | 19. јун 2019.        | 28. август 2019.     |
|        | 3.     | 10      | 10                 | 21. јун 2020.        | 23. август 2020.     |
|        | 4.     | 10      | 10                 | 7. новембар 2021.    | 2. јануар 2022.      |
|        | 5.     | 14      | 8                  | 13. новембар 2022.   | 1. јануар 2023.      |
| 6      | 5.     | 14      | 10. новембар 2024. | 15. децембар 2024.   |                      |